# 霍元甲

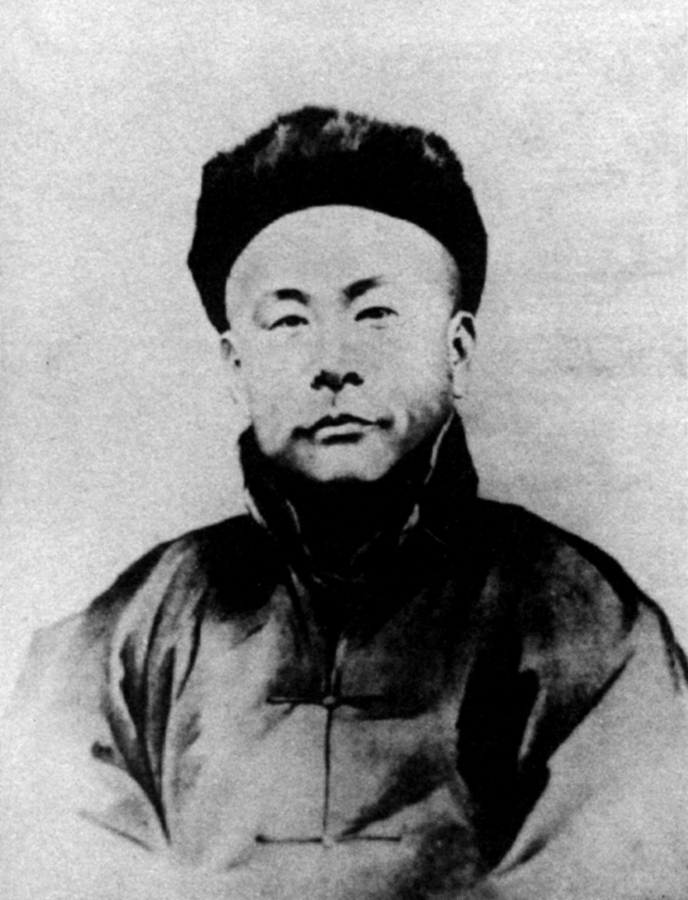
霍元甲遺像

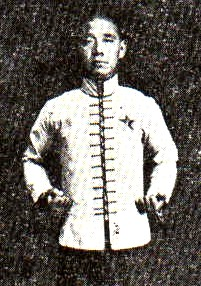
霍元甲

霍元甲（1868年1月18日—1910年9月14日），字俊卿，直隶省靜海縣小南河村（今属天津市西青区精武镇）人，祖籍河北省沧州市东光县安乐屯，清末武術家。
他是精武體育會創始時的主要人物之一，他以其修練之迷蹤拳，屢次與來自中國以外地區的對手，進行公開且受高度關注的武術競賽，達成受讚譽的表現及競賽結果，因而在中國被大眾視為國家的重要象徵。由於其英雄地位，許多圍繞他一生的故事，多為虛構。

## 生平经历

### 早年經歷
霍元甲年幼時因體質虛弱，父親霍恩第認為其體質狀態不適合習武而不同意讓霍元甲習武，要求霍元甲讀書習字不與同輩兄弟一同習武，但霍元甲習武心切，轉以暗中觀察父親教授同輩兄弟武術的要點將之默記，在舍外棗林的僻處暗習武術，後為父親察覺偷習武藝遭受責備，霍元甲表達習武心切的態度後，父親霍恩第才同意與同輩兄弟一同習武。隨著歲月流逝，習武多年的霍元甲武藝已不輸同輩兄弟，在24歲時擊敗前來霍家比武打敗兄長與弟弟各一人的挑戰人士。

### 天津謀生
年屆28歲時的霍元甲，為謀生攜妻小移居天津城內從事腳行(搬運工)為生。在天津謀生期間結識劉振聲，霍元甲與劉振聲一見如故，霍元甲不僅收劉振聲為大弟子傳授武藝，同時結拜為異姓義兄弟。爾後輾轉到天津城北外的懷慶藥棧當幫工，在懷慶藥棧工作時因力氣較同店幫工強壯能搬運千斤藥材，力推兩個大青石碌碡，不僅為同行讚譽為霍大力士，也為藥棧老闆的農勁蓀賞識，將之升為掌櫃，霍元甲因此農經蓀結下深厚友誼。
1909年初以陳其美、宋教仁為主的上海浙江同盟會秘密倡議以籌辦體術學校機構為名目，吸收日後用以武裝革命推翻清朝政權的軍事人才，陳公哲、農勁蓀、陳鐵生等人響應該倡議計畫籌辦精武體操會，農經蓀邀請霍元甲、劉振聲、趙漢傑等人參與籌備計畫，為籌備順利，計畫在上海張園以比武擂台形式打響精武體操會名聲，以便於達到招收學員人才與籌款建設體操學校的目標。

### 張園比武
於1909年12月3日（大清宣統元年）申報頭版刊登《中國大力士請人比力》廣告中宣傳上海张园擂台比武事件。該場擂台約好美國力士奧皮音（為张园表演藝人）比試，最後由於比武雙方請不到中西裁判，且奧皮音要求打拳擊規則不准踢襠和插眼，但霍元甲不同意說「這是我們中國拳術自有心傳不能舍所長而用所短」，因而沒有獲得巡捕房批准而取消。
爾後又再張園舉辦比武擂台，霍元甲先後與「東海趙」、「海門張」兩位武師比武取勝。
經過在張園擂台比武之後，打響精武體操會名聲，於1909年夏季選定在滬寧鐵路北站旱橋西一里許之闸北王家宅（今交通路会文路附近），做為精武體操會的辦學校址，招收學員授課教習。
1910年6月1日開學，由霍元甲出任主教席，農葝蓀出任校長，除了劉振聲、趙漢傑等人擔任武術教師之外，也有各類近代課目教師授課。
日後「精武體操會」易名精武體育會時，霍元甲已於1910年9月14日逝世緣故，由農葝蓀出任會長。

### 逝世
根據精武體育會創辦人陳公哲記錄：“霍先生原患有咯血病，自寓所深居時，時發時愈。日人有賣仁丹藥物者，時到旅邸，出藥示霍，謂之可愈咯血而治肺病。霍先生信之，購服之後，病轉加劇。霍先生得病之由，謂少年之時，曾練氣功，吞氣橫闕，遂傷肺部，因曾咯血，面色蠟黃，故有『黃面虎』之稱。自遷之王家宅後，霍先生病轉加劇，由眾人送入新閘路中國紅十字會醫院醫治二星期，即行病逝。眾人為之辦殮，移厝於河北會館，時在1909年陰歷八月間。越一年運柩北返。”曹燕认为最早提出毒死说的是近代武侠小说家平江不肖生所写的《拳术》和《近代侠义英雄传》，他编写霍元甲被日本医生秋野用「慢性烂肺药」毒死的故事。
有一个说法是霍元甲死于肝病，霍元甲長久以來患有黄疸，衆所周知，當時霍元甲患了肝脏之病。对此霍家后人宣称，1989年，霍家在给霍元甲与其妻坟墓迁移时，发现霍元甲的遗骨上有黑色斑点。经过天津市公安局实验室检测该黑色斑点为砷化物（即砒霜）。
但也可能与服用中药中的雄黄有关，主要成分为硫化砷。
《申报》1925年5月31日《大力士霍元甲传》则认为他因心脏病而死，也只字未提日本人事，而将他对俄国力士的胜利作为最重要事迹记述。

### 家庭
有子霍東章、霍東閣。

## 精武体育会
霍元甲在创立精武体育会之后数月内即逝世，随后，精武會由元甲之兄元卿、次子霍東閣任教。各地分會相繼分起，十數年後，海內外精武分會達43處，會員逾40萬之眾。
1919年，精武體育會在上海舉行成立十週年紀念活動時，孫中山先生親筆題贈“尚武精神”匾額，並擔任該會的名譽會長，還為該會特刊《精武本紀》撰寫了序文。另一說孫中山先生是讚揚曾于精武体育会任教之著名武术家刘百川先生于1916年在上海击败英国大力士之举，親筆寫下了「尚武精神」四個字。

## 流行文化
《霍元甲》是林真的著名武俠小說之一，被多次拍成電影及電視劇。
電影方面，有1982年時由袁和平執導，梁家仁、倉田保昭主演的《霍元甲》。2006年版的《霍元甲》由李連杰飾演霍元甲，因電影劇情需要，有多處未與史實契合，主要欲表達霍元甲的節操與武術精神。
电视方面，1981年香港麗的電視拍摄的由黃元申、米雪、梁小龙主演的《大俠霍元甲》，曾经风靡中国大陆。
2008年由郑伊健（饰演霍元甲）、陈小春（饰演陈真）主演的古裝電視劇《霍元甲》以全新的角度诠释了霍元甲生平。
2001年、2020年電視版本的霍元甲，皆由趙文卓飾演。
述有霍元甲之書籍有平江不肖生的《近代俠義英雄傳》與《中國武林傳奇》。
電視劇
| 首播年份 | 劇名       | 飾演霍元甲的演員 | 播映電視台/製作單位            |
| -------- | ---------- | ---------------- | ------------------------------ |
| 1976年   | 精武門     | 梁小龍           | 香港佳藝電視                   |
| 1982年   | 霍元甲     | 王道             | 台灣中華電視台                 |
| 1981年   | 大俠霍元甲 | 黃元申           | 香港麗的電視                   |
| 1995年   | 精武門     | 高 雄            | 香港亞洲電視與衛星電視聯合製作 |
| 2001年   | 霍元甲     | 趙文卓           | 中国广东皮卡王影业公司         |
| 2007年   | 霍元甲     | 鄭伊健           | 中國四家影視公司聯合製作       |
| 2020年   | 大俠霍元甲 | 趙文卓           | 中央電視台、愛奇藝             |

電影
| 首映年份 | 片名                        | 攝製地區       | 飾演霍元甲的演員 | 製作單位               | 備註                         |
| -------- | --------------------------- | -------------- | ---------------- | ---------------------- | ---------------------------- |
| 1974年   | 霍元甲                      | 中國大陸       | 未演出           |                        | 拍攝至一半便暫停，尚未上映。 |
| 1982年   | 霍元甲                      | 香港           | 梁家仁 袁日初    | 思遠影業公司           |                              |
| 1987年   | 好小子第4集－跨越時空的小子 | 臺灣           | 左孝虎           | 湯臣(香港)電影有限公司 |                              |
| 2004年   | 霍元甲之精武真英雄          | 香港           | 劉家輝           | 盛世娛樂有限公司       |                              |
| 2006年   | 霍元甲                      | 香港、中國大陸 | 李連杰           | 中国电影集团公司       |                              |

歌曲
| 年份   | 歌曲名稱 | 演唱者 | 備註                         |
| ------ | -------- | ------ | ---------------------------- |
| 2006年 | 霍元甲   | 周杰倫 | 為電影霍元甲而製作的主題歌曲 |

## 相關人物
- 霍維華

### 引用
1. ↑  wushu.org.cn[永久] states that the Chin Woo Athletic Association was founded on 7 July 1910. An interview （页面存档备份，存于） with Huo's great-grandson states that Huo died about 70 days after the Chin Woo Athletic Association was founded. chinwoo.com （页面存档备份，存于） states August 1909 as Huo's date of death.
2. ↑  Draeger, Donn F.; Smith, Robert W. . Tokyo: Kodansha International. 1980: 23 [1969]. ISBN 0-87011-436-0.
3. 1 2  Brian L. Kennedy. . Kung Fu Magazine.   [2021-12-05]. （原始内容存档于2021-12-04）.
4. ↑  . 腾讯网历史频道.   [2012-11-02]. （原始内容存档于2012-11-01）.
5. ↑   14. 2011: 55.
6. ↑  . 腾讯网历史频道.   [2012-11-02]. （原始内容存档于2012-11-01）.
7. ↑  姚联合. . 人民网. 2011-09-29  [2012-03-23]. （原始内容存档于2013-11-05）.
8. ↑  谭畅. . 人民文摘. 2011-09-29  [2012-03-23]. 原始内容存档于2024-02-08.
9. ↑  何鹏楠. . 红星新闻. 2017-08-28  [2022-03-29]. （原始内容存档于2022-03-29） –澎湃新闻 （中文）.
10. ↑  .   [2022-03-08]. （原始内容存档于2022-03-07）.